# San Eustaquio (Durero)
San Eustaquio es un grabado sobre cobre del artista renacentista alemán Alberto Durero, que data alrededor de 1501. Entre los diversos ejemplares que se conservan, uno de los mejores se encuentra en el Museo de Arte Fogg de Cambridge (Massachusetts).

## Descripción
Según la leyenda, san Eustaquio fue un general romano, llamado Plácido antes de su bautismo, que, mientras cazaba en el bosque, tuvo una visión de un crucifijo entre las astas de un ciervo que iba a abatir. Durero lo representa como un caballero que, impresionado por la repentina visión del ciervo al fondo, se arrodilla maravillado, dejando momentáneamente libres al caballo y a los galgos en primer plano. Trasladar la acción principal a un segundo plano lleva la mirada del espectador a través de los árboles (representados de forma realista) hasta el castillo sobre la roca que domina el paisaje.

## Fuente
La escena quizás esté inspirada en la Leyenda Dorada publicada en Núremberg en 1488, por el padrino de Durero, Anton Koberger. 

## Análisis
San Eustaquio es el mayor grabado en cobre de Durero y uno de los que más brillantemente testimonian su ambición pictórica. Esto se debe tanto al formato de la impresión como a un notable dominio del buril, gracias al cual obtiene una variada paleta de grises que contribuye a construir el espacio e intensificar la profundidad de la composición. La representación de la naturaleza, en todas sus formas, está plenamente lograda.
La obra también atestigua el conocimiento de la producción de Pisanello, ya sea el panel conservado en Londres, que el pintor dedica al mismo tema, La visión de San Eustaquio, o sus estudios sobre animales, en particular los galgos (museo del Louvre). El único estudio preparatorio conservado es un galgo de perfil (Windsor, Colección Real), similar a los dibujos de Pisanello.
El caballo que ocupa magistralmente la parte derecha de la hoja, hasta el punto de eclipsar al ciervo que porta la aparición crística, constituye un paso decisivo en las reflexiones del artista sobre las proporciones ideales del animal.
Durero no deja de rendir homenaje a los elementos de la naturaleza modelados por el hombre y reserva una atención especial al contemporáneo traje de Plácido y a su equipo de caza.
San Eustaquio se destaca como una glorificación de la Creación en toda su diversidad.

## Transmisión
Durero distribuyó gustosamente esta estampa durante su viaje a los Países Bajos, considerándola seguramente él mismo una de las más representativas de su arte. La obra siguió siendo popular durante todo el siglo XVI, elogiada en particular por Giorgio Vasari en La vida de los mejores pintores, escultores y arquitectos por la “variedad de unos perros inigualables". Rápidamente se convirtió en una auténtica pieza de colección. Así, Rodolfo II (emperador del Sacro Imperio Romano Germánico) a finales de siglo, poseía una placa dorada de la estampa, la matriz original o quizás una copia; en el siglo XVII, se hicieron varias impresiones sobre seda.

## Posteridad
Lucas Cranach el Viejo utiliza uno de los galgos para el perro que yace en primer plano en su Juicio de París (1508). 